# Francis Lopes Ao Vivo no Olympia
Este é o primeiro DVD e o quarto CD ao vivo de Francis Lopes, o qual representa o melhor momento de sua carreira. O show realizado no Olympia, em São Paulo, agitou e emocionou o público presente. Destaques para as músicas "Eu Quero Mais", que contagiou a platéia e "O Clone" - esta foi uma das mais animadas e cantadas no show.

## Faixas
1. Abertura
2. Eu Quero Mais
3. Bem Devagarinho
4. O Que Fazer
5. O Mel Dessa Menina
6. Eu Quero Ser Seu Cachorrinho
7. Pode Tocar
8. Popozuda
9. Como É Que Pode
10. Vai
11. Até Quando Deus Quiser
12. Louca Ansiedade
13. Coração
14. Me Dá um Beijo
15. Dividido no Amor
16. O Clone
17. Lamento de um Nordestino
18. A Carta
19. A Primeira Vez
20. Amor Perfeito
21. Gabiraba
22. Temporal
23. Chamo por Você
24. Rosa
25. Teu Beijo É Bom
26. Obrigado Meu Senhor